# Roque de Los Cuchilletes
El Roque de Los Cuchilletes es una de las formaciones rocosas más singulares y emblemáticas del Valle de San Andrés y del Macizo de Anaga. Está situado dentro del término municipal de Santa Cruz de Tenerife en las Islas Canarias (España).
El Roque se encuentra en el Valle del Cercado que se sitúa dentro del propio Valle de San Andrés. El Roque se ubica sobre una montaña con una elevación total de 373 metros. Tiene una forma muy característica en forma de pináculos puntiagunos unidos unos a otros, de ahí su nombre. En la época guanche era utilizado como lugar de culto aborigen, pues se han encontrado en el lugar diversos artefactos arqueológicos y petroglifos grabados en la piedra.  